# NGC 3638
NGC 3638 est une très vaste galaxie spirale vue par la tranche et située dans la constellation de la Coupe. NGC 3638 a été découverte par l'astronome américain Ormond Stone en 1886.

## Caractéristiques
Sa vitesse par rapport au fond diffus cosmologique est de 7 836 ± 35 km/s, ce qui correspond à une distance de Hubble de 115,6 ± 8,1 Mpc (∼377 millions d'al).
La classe de luminosité de NGC 3638 est II et elle présente une large raie HI.